# Caudipteridae
Los caudiptéridos (Caudipteridae) son una familia de dinosaurios terópodos oviraptorosaurianos que vivieron en el Cretácico inferior en lo que hoy es China.
Encontrados en la Formación Yixian y la Formación Jiufotang, el grupo existió hace entre 125-120 millones de años, aproximadamente. Lo más característico de esta familia es que poseen una especie de pigóstilo único.
El primer caudiptérido descrito fue Caudipteryx zoui (nombrado en 1998), aunque la familia como tal no se nombró hasta el escubrimiento de una segunda especie, Caudipteryx dongi, en 2000.
En 2008 se describió y clasificó una nueva especie de la familia, Similicaudipteryx yixianensis. En 2019 se describió a un tercer género, Xingtianosaurus.